# Coevorden-Piccardie-Kanal
Der Coevorden-Piccardie-Kanal (auch als Georgsdorf-Piccardie-Coevorden-Kanal bezeichnet, kurz CPK) verbindet den Süd-Nord-Kanal bei Georgsdorf, das nördlich von Nordhorn in der niedersächsischen Grafschaft Bentheim liegt, mit dem niederländischen Stieltjeskanaal bei Coevorden.

## Geschichte
Der Kanal ist Teil des linksemsischen Kanalnetzes, welches zwischen 1870 und 1904 erbaut wurde. Erste Kanalbau-Bemühungen gingen vom Pfarrer Johan Picardt im Jahre 1647 aus. Begonnen wurde der Kanalbau 1870, fertiggestellt aber erst im 20. Jahrhundert. Neben dem Gütertransport für Schiffe mit bis zu 200 Tonnen Tragfähigkeit diente der Kanal der Entwässerung der Moore. Er wurde aufgrund des zu geringen Verkehrsaufkommens ab 1965 schrittweise stillgelegt. Durch die seitdem gebauten zu niedrigen Brücken und nicht mehr betriebsfähigen Schleusen ist der Kanal nicht mehr schiffbar und dient nur noch der Entwässerung.
An Teilen des Kanals befinden sich Skulpturen des „Offenen Museums“ Kunstwegen.

## Kilometrierung
- 0 Beginn bei Km 15,1 des Süd-Nord-Kanals in Georgsdorf
- 8,2 Schleuse 1 bei Neugnadenfeld
- 13,9 Schleuse 2 vor Emlichheim
- 14,7 Überlauf,  2 km langer Entwässerungskanal zur Vechte
- 16,5 Emlichheim, Hafen an der Stärkefabrik
- 19,5 Schleuse 3, westlich von Emlichheim
- 22,7 Schleuse 4
- 24,3 niederländisch-deutsche Grenze
- 26,5 Coevorden, Ende des Kanals am Stieltjeskanaal

## Galerie

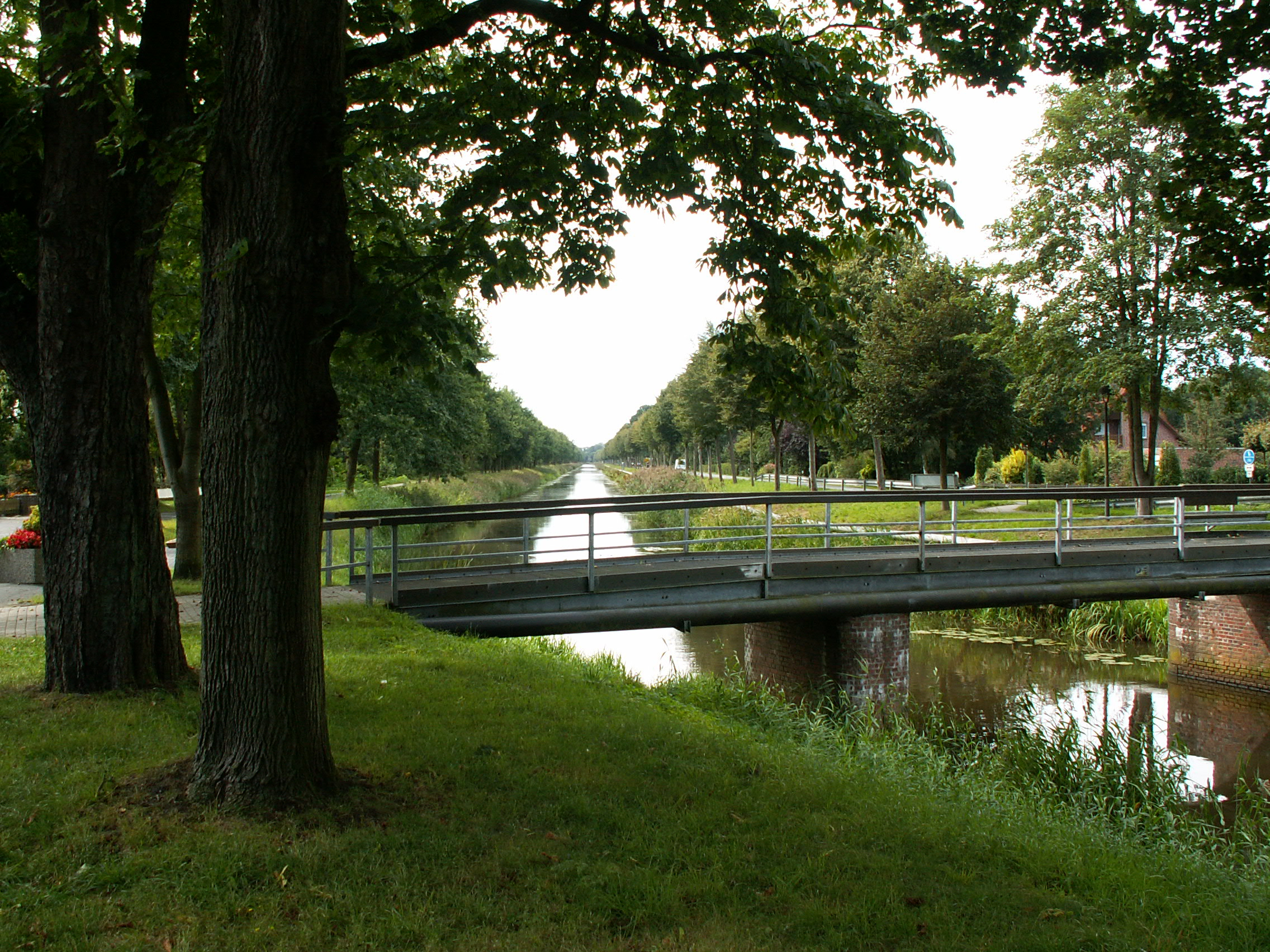
Der Beginn des CPK in Georgsdorf – Blick nach Westen
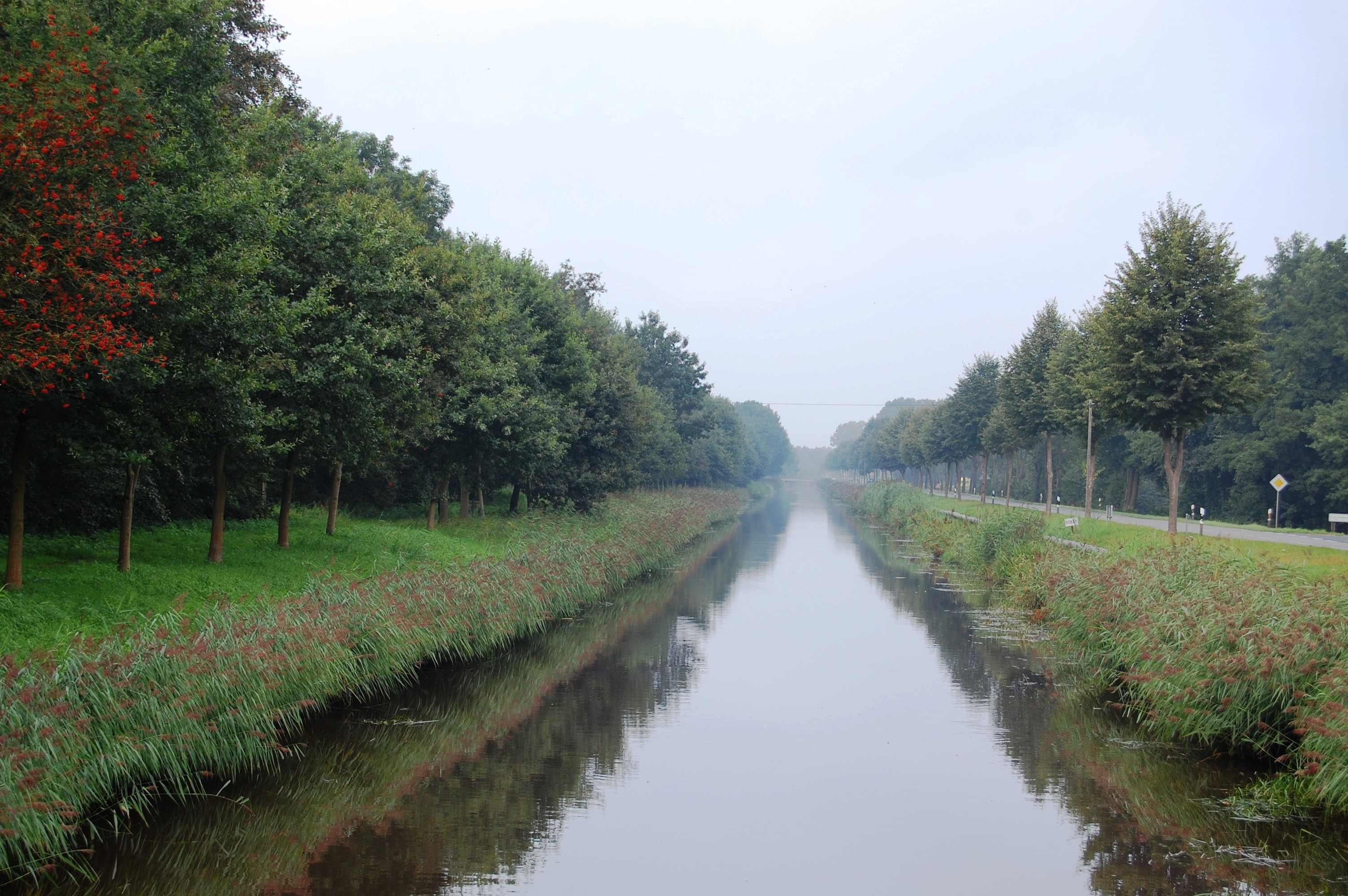
Links Am Piccardie-Kanal, rechts Westende (Georgsdorf)
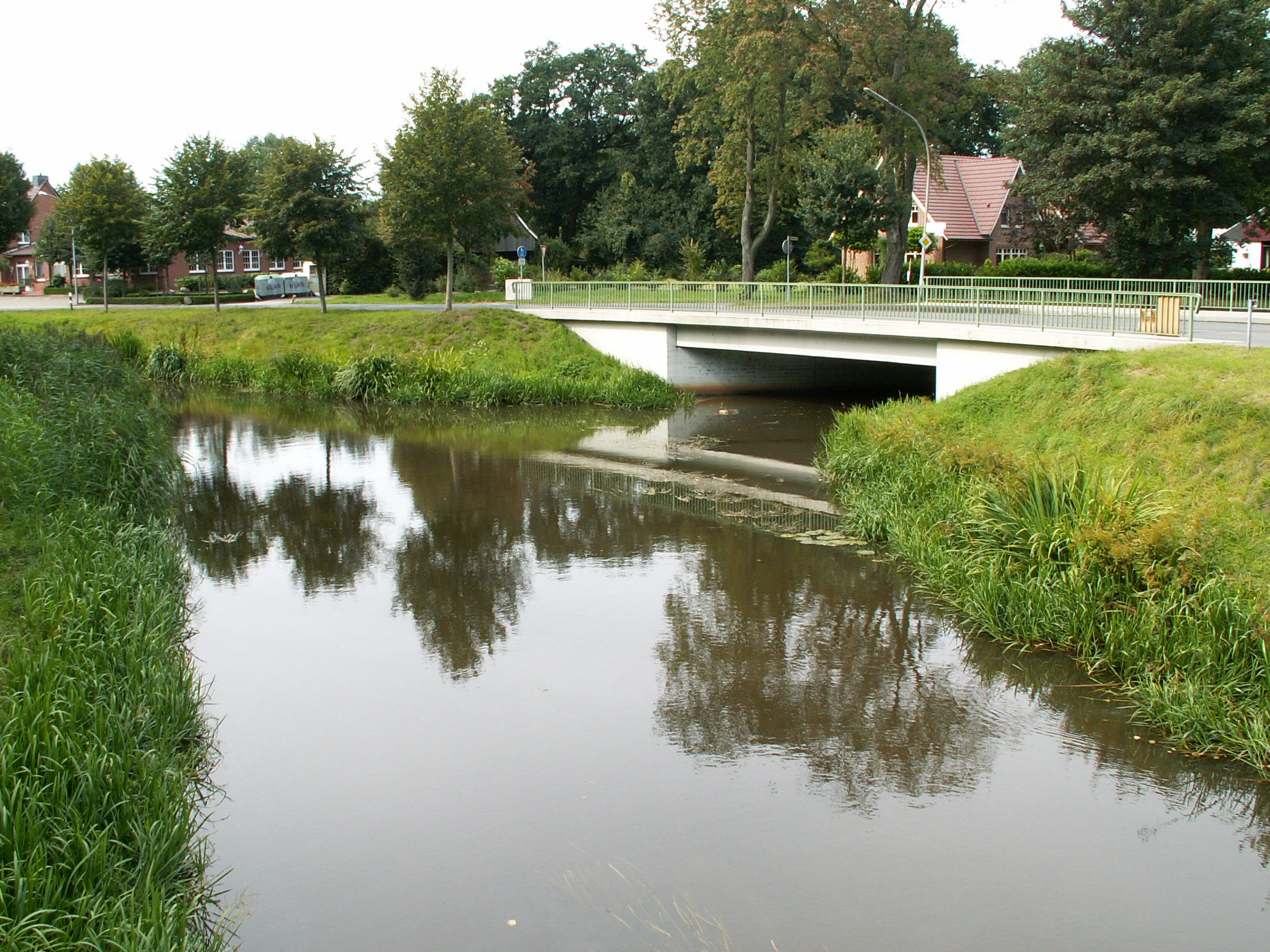
Der Abzweig (links) des CPK vom Süd-Nord-Kanal in Georgsdorf
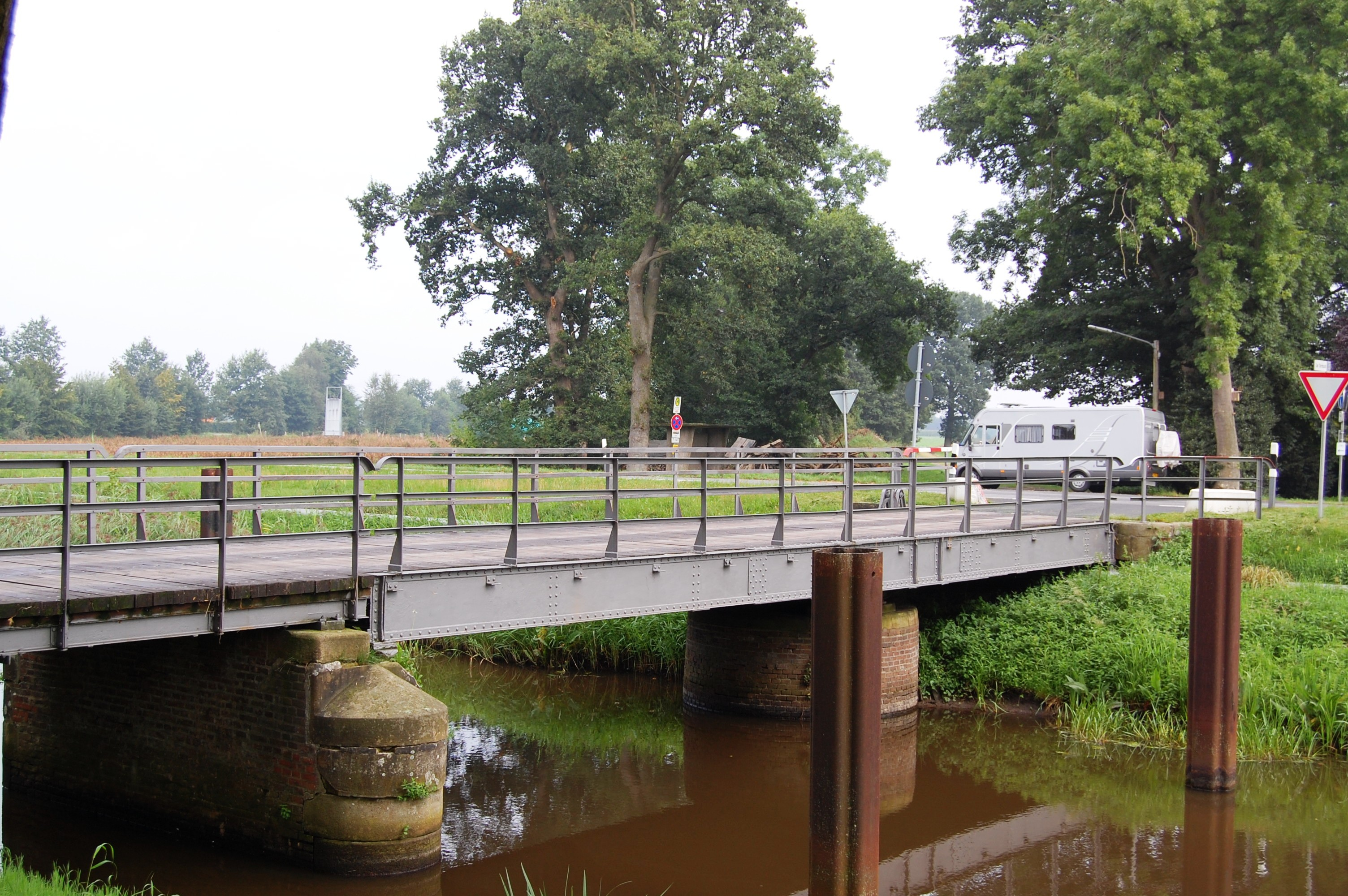
Drehbrücke zum Sternbusch, 2 km westlich von Georgsdorf
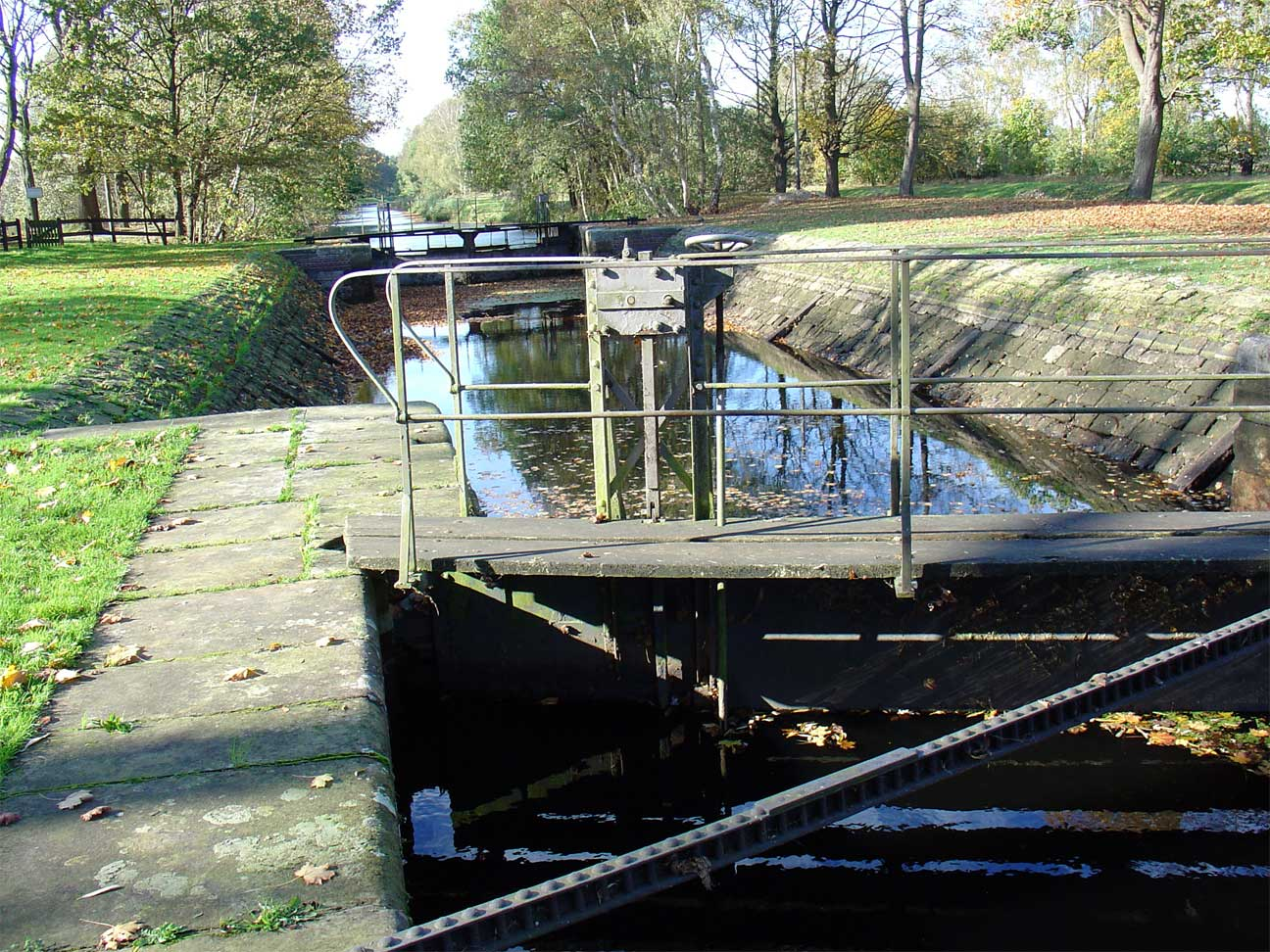
Kanalschleuse